# Obora (Tachov)
Obora é uma comuna checa localizada na região de Plzeň, distrito de Tachov.